# Vagnsjö
Vagnsjö är en sjö i Strömstads kommun i Bohuslän och ingår i Strömsån-Enningdalsälvens kustområde. Sjön är 12 meter djup, har en yta på 0,15 kvadratkilometer och befinner sig 40,9 meter över havet.

## Delavrinningsområde
Vagnsjö ingår i det delavrinningsområde (655410-123379) som SMHI kallar för Mynnar i Lökholmsbäcken. Medelhöjden är 59 meter över havet och ytan är 7,81 kvadratkilometer. Det finns inga avrinningsområden uppströms utan avrinningsområdet är högsta punkten. Vattendraget som avvattnar avrinningsområdet har biflödesordning 2, vilket innebär att vattnet flödar genom totalt 2 vattendrag innan det når havet efter 2,5 kilometer. Avrinningsområdet består mestadels av skog (75 %) och öppen mark (15 %). Avrinningsområdet har 0,24 kvadratkilometer vattenytor vilket ger det en sjöprocent på 1,3 %.